# اسدالله ضمیر
اسد الله ضمیر (زاده: ۱۳۵۹ خورشیدی، ولایت لوگر) سیاستمدار افغانستانی و وزیر سابق وزارت زراعت، آبیاری و مالداری افغانستان در دولت وحدت ملی به ریاست جمهوری محمد اشرف غنی است. وی در سال ۲۰۱۵ توانست رای اعتماد پارلمان را کسب کند اما در ۳۱ شهریور/سنبله ۱۳۹۶ از سمتش برکنار و نصیر احمد درانی جانشین وی شد.

## زندگی‌نامه
اسد الله ضمیر زاده ۱۳۵۹ متولد کابل اما اصالتاً از ولایت لوگر افغانستان است. وی تحصیلات دوران مدرسه خود را در پاکستان به اتمام رسانید و دو مدرک ماستری/فوق لیسانس در رشته‌های مدیریت بازرگانی و اقتصاد از دانشگاه کالیفرنیا آمریکا و مدیریت از دانشگاه پرستن پاکستان را دارد.

### فعالیت‌ها
- مشاور در وزارتخانه‌های احیا و انکشاف دهات و معارف.
- رئیس عمومی برنامه وزارت زراعت و آبیاری و مالداری.